# Dothiora
Dothiora Fr. – rodzaj grzybów z klasy Dothideomycetes.

## Systematyka i nazewnictwo
Pozycja w klasyfikacji według Index Fungorum: Botryosphaeriaceae, Botryosphaeriales, Incertae sedis, Dothideomycetes, Pezizomycotina, Ascomycota, Fungi.
Synonimy: Dothiora subgen. Metadothis Sacc., Jaapia Kirschst., Keisslerina Petr., Leptodothiora Höhn., Metadothis (Sacc.) Sacc., Stigmea Bonord.

## Gatunki występujące w Polsce
- Dothiora ribesia (Pers.) M.E. Barr 1972

Nazwy naukowe na podstawie Index Fungorum. Wykaz gatunków według W. Mułenko i in.